# Actinidia fortunatii
Actinidia fortunatii är en tvåhjärtbladig växtart som beskrevs av Achille Eugène Finet och Gagnep. Actinidia fortunatii ingår i släktet aktinidiasläktet, och familjen Actinidiaceae. Inga underarter finns listade i Catalogue of Life.